# Білоруські шахи

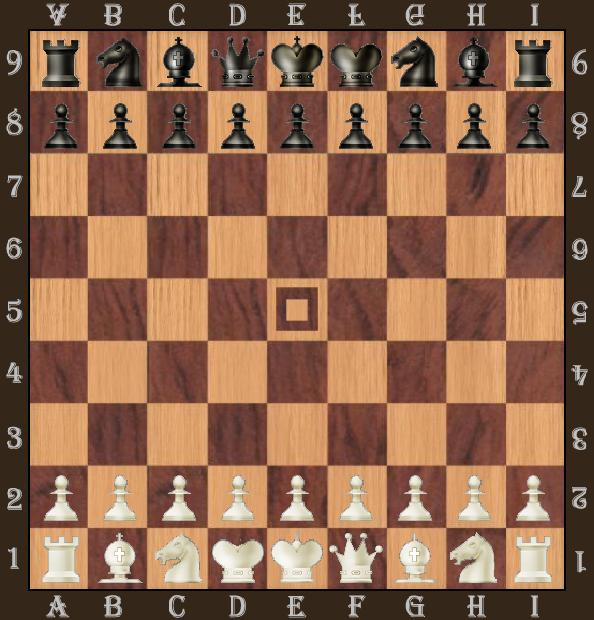
Білоруські шахи

Білоруські шахи — різновид шахів, створений 2010 року професором Гродненського медичного університету Алєсєм Островським і журналістом Миколою Томашевичем. Поширюються в електронному варіанті.
Головними відмінностями гри є 81-клітинна дошка (9х9) і наявність престолу. Дев'ятою фігурою став княжич, який за певних умов може стати князем. Інші фігури схожі на своїх аналогів у традиційних шахах, але названі за іменами історичних білоруських військових одиниць.
Метою гри є захоплення престолу (поле e5) або вбивство князя та княжича суперника.

## Правила
- Дошка має розмір 9х9 клітинок (квадрат на 81 клітинку)
- Фігури (всього 36 фігур — по 18 з кожного боку):

а) 9 Ратників
б) 2 Тури
в) 2 Гармати
г) 2 Вершників
ґ) Гетьман
д) Княжич
е) Князь